# Chougny
Chougny település Franciaországban, Nièvre megyében. Lakosainak száma 84 fő (2022. január 1.). Chougny Dun-sur-Grandry, Tamnay-en-Bazois, Aunay-en-Bazois, Blismes, Maux, Ougny és Saint-Péreuse községekkel határos.

## Népesség
A település népességének változása:
| Lakosok száma | 84   | 77   | 76   | 77   | 79   | 81   | 82   | 84   |
|               | 2013 | 2015 | 2017 | 2018 | 2019 | 2020 | 2021 | 2022 |